# Terry Black
Terry Black (eredeti nevén Rácz Károly Mihály) (Bázel, Svájc, 1947. november 22. – München, Németország, 2019. szeptember 16.) magyar előadóművész.

## Pályafutása
Édesapja cigányprímás volt. Rácz Károly harminc évig élt Nyugat-Németországban. Miután visszatért Magyarországra, megnyitotta az ország első melegbárját, a Lokált (a Fészek Művészklub szomszédságában). Később a Belvárosban, a Szép utcai Darling bárt működtette.
2001-ben örökbefogadott egy kisfiút, Dánielt, majd 2005-ben egy kislányt, Fannit. A Szabad Szabadság Pártnak nyolc évig volt az elnöke. 2009-ben elindult európai parlamenti választásokon a Magyarországi Kisebbségek Pártja jelöltjeként. 2010-ben az MSZP színeiben indult jelöltként Tököl egyik választókerületében.
2015-ben szívritmus-szabályozó beültetésen esett át. 2016 óta Münchenben élt két gyerekével, ahol rákkal kezelték. 2019-ben egy müncheni kórházban hunyt el.

## Díjai, elismerései
- Magyar Toleranciadíj – Budapest, 2010
- Magyar Jótékonysági Díj – Budapest, 2013